# Bulgaren in Anatolien

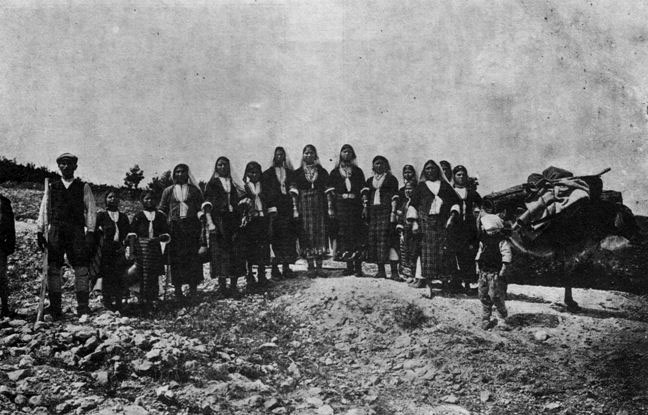
Flüchtlinge aus Çataltepe in Bulgarien 1914

Die anatolischen Bulgaren oder Bulgaren Kleinasiens (bulgarisch малоазийски българи maloasijski balgari oder kurz малоазианци maloasianzi) sind orthodoxe Bulgaren, die sich bereits vor dem 18. Jahrhundert im osmanisch beherrschten Nordwest-Anatolien (heute in der Türkei) ansiedelten, und dort bis zu deren Vertreibung im Jahre 1914 lebten.
Das Hauptsiedlungsgebiet lag südlich des Marmarameeres im Gebiet der heutigen Provinzen Çanakkale, Balıkesir und Bursa.
Über die Existenz bulgarischer Dörfer in Anatolien wurde von zahlreichen westeuropäischen Reisenden wie dem Italiener D. Salvatori (1807), dem Franzosen Joseph Michel Tancoigne und dem Briten George Keppel (1829) berichtet. Tancoigne beschreibt seine Erfahrungen in Kız-Dervent (zwischen İzmit and İznik). Die bulgarische Präsenz im Nordwesten Anatoliens und deren Kultur wurden vom Ethnografen Wassil Kantschow detaillierter untersucht. Er besuchte dieses Gebiet im späten 19. Jahrhundert. Nach seinen Angaben gab es in Anatolien über 20 bulgarische Dörfer. Für jedes von ihnen gab er die Anzahl an bulgarischen Haushalten an. So gab es eine bekannte Zahl bulgarischer Haushalte in Kız-Dervent, in Kocabunar, in Söüt, in Kubaş, in Toybelen, in Yeniköy (Ново село Nowo selo), in Mandır, in Alacabair, in Killik (auch Ikinlik), in Simavla, in Hacıpaunköy, in Manata, in Bayramiç (Minderheit), in Stengelköy, in Çataltaş (auch Çataltepe), in Urumçe sowie eine unbekannte Zahl an bulgarischen Haushalten in Çaltik, Trama and Mata.
Die Studie von L. Iv. Dorosiew von 1897, die teilweise auf Daten seines Bruders Yakim, eines Schneiders in Balıkesir, basiert, listet mehrere bulgarisch bevölkerte Dörfer wie folgt auf: Kocabunar, Söüt, Novo selo (auch Yeniköy, Kızılcılar), Killik, Toybelen, Alacabair, Taşkesi, Mandır, Hacıpaunköy, Üren, Kubaş, Stengelköy, Çataltepe, Urumçe, Yeniköy sowie einige Haushalte in der Stadt Gönen. Diese machen zusammen insgesamt mindestens 1000 Personen aus.
Bereits nach dem Russisch-Osmanischen Krieg (1877–1878) und der Unabhängigkeit Bulgariens wurden viele anatolische Bulgaren nach Bulgarien vertrieben oder wanderten dorthin aus. Einige siedelten sich in Jagnilo und Dobroplodno in der Oblast Warna sowie in Swiratschi, Oreschino, Bjalopoljane und Iwajlowgrad in der Oblast Chaskowo an und tauschten ihr Eigentum mit dem der Türken aus Bulgarien aus. Im Jahre 1914 wurde nach den Balkankriegen die große Mehrheit der anatolischen Bulgaren in das Zarenreich Bulgarien deportiert und musste ihr Eigentum zurücklassen. Im kleinasiatischen Teil der Türkei deuten die ehemaligen Ortsnamen einiger Dörfer auf eine Besiedelung mit Bulgaren hin, so z. B. hieß das Dorf Hamidiye in der Nähe von Karacabey früher Bulgarlar.